# Lovnik
Lovnik – wieś w Słowenii, w gminie Poljčane. W 2018 roku liczyła 30 mieszkańców.